# Temperaturregler

Bestandteile eines Regelkreises

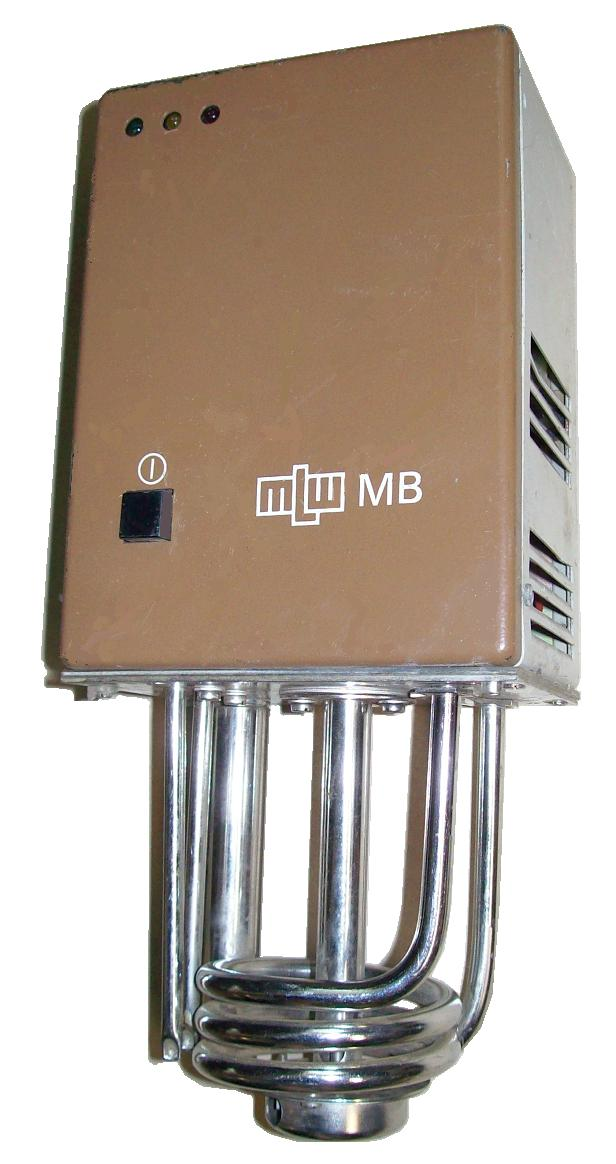
Laborthermostat mit Spiral-Heizelement und Trockenlaufschutz

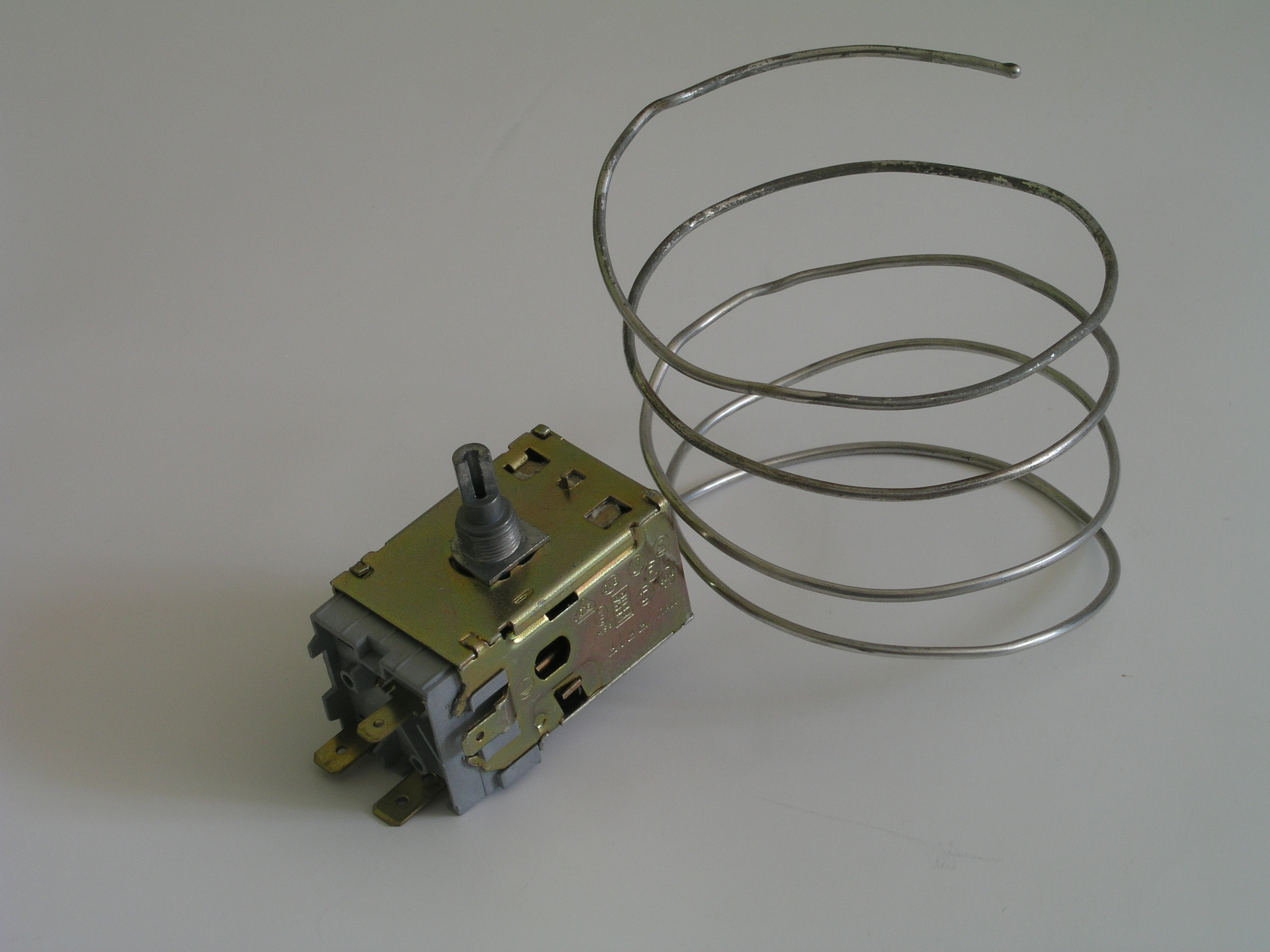
Kühlschrankthermostat

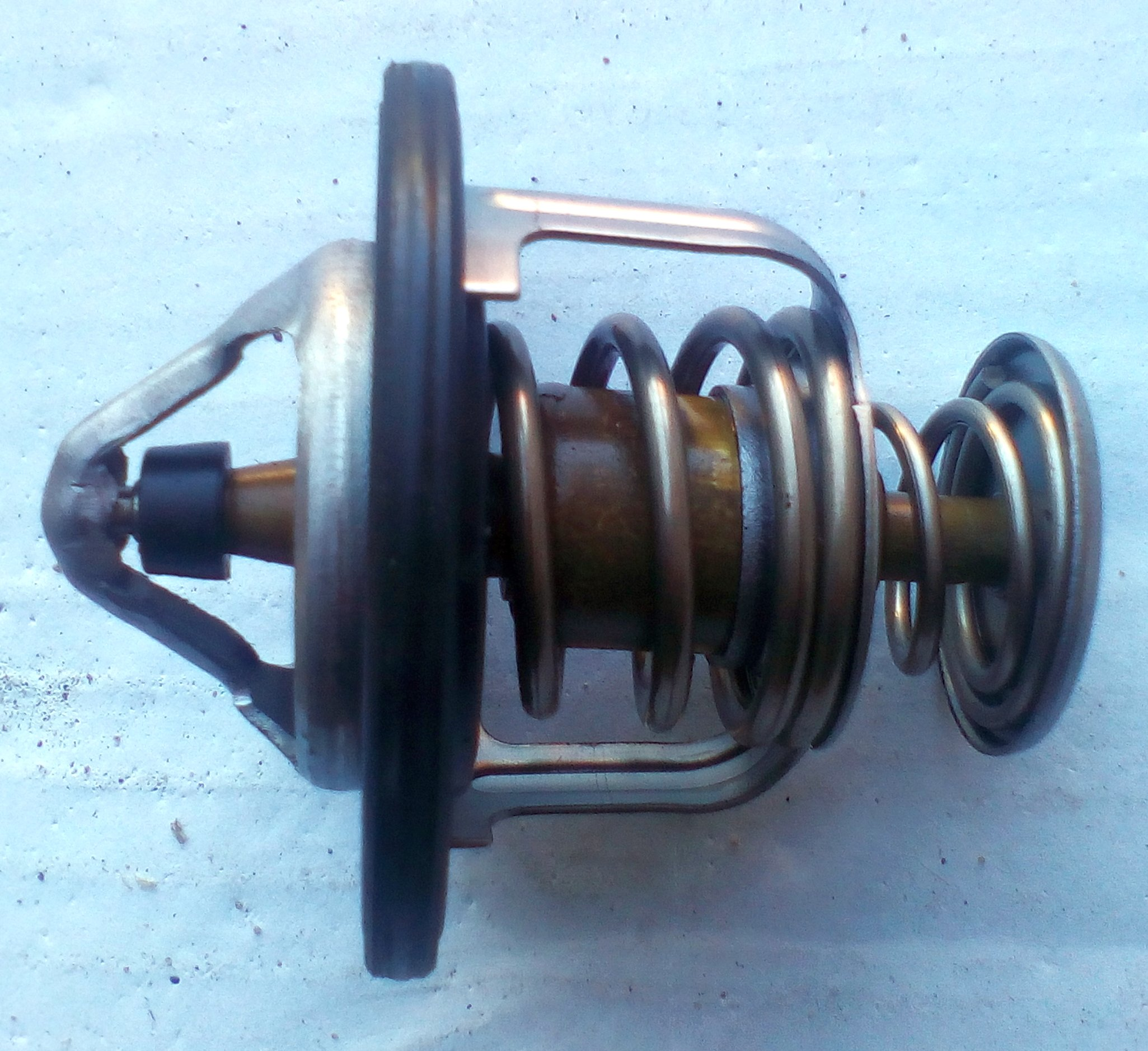
Dehnstoffgesteuerter Thermostat eines wassergekühlten Verbrennungsmotors

Ein Temperaturregler ist eine Vorrichtung, die es erlaubt, mit Hilfe eines Temperaturfühlers den Istwert einer Temperatur zu erfassen, mit einem vorgegebenen Sollwert zu vergleichen und über ein Stellglied den gewünschten (vorgegebenen) Sollwert einzustellen. Ein Thermostat (von altgriechisch θερμός thermós, deutsch ‚warm, heiß‘ und στατός statós, deutsch ‚stehend, eingestellt‘) kann sowohl einen Temperaturregler bezeichnen als auch nur den Temperaturfühler ohne Stellglied. Nach Ansteigen der Raumtemperatur auf die gewünschte Höhe erfolgt eine negative Rückkopplung.

## Geschichte
Der niederländische Physiker, Chemiker, Konstrukteur und Instrumentenbauer Cornelis Drebbel (1572–1633) gilt als Erfinder des ersten Thermostaten der Neuzeit, welches die Grundlage des Inkubators bildet. Er entwickelte ihn für alchemistische Öfen sowie für Brutschränke zum Ausbrüten von Hühnereiern. Bei diesem brannte unter dem eigentlichen Brutkasten, dessen hohle Wände mit Wasser gefüllt wurden, ein Feuer im Brutofen. Die Verbrennungsgase stiegen außen an den Wänden des Brutkastens empor und konnten durch einen Rauchabzug entweichen. Um die Wassertemperatur zu regeln, steckte im wassergefüllten Boden des Brutkastens ein Temperaturfühler aus Glas. Ein zylindrisch geformter Teil dieses lang gestreckten Glaskörpers war mit Alkohol gefüllt, ein zweiter, u-förmiger Teil mit Quecksilber. Mit der Wassertemperatur bewegte sich aufgrund der Wärmeausdehnung des Alkohols auch die Quecksilbersäule. Mit dem Quecksilberspiegel wurde ein darauf liegender Schwimmstab bewegt. Über einen damit verbundenen Hebel wurden der Rauchabzug und damit auch die Sauerstoffzufuhr geschlossen bzw. geöffnet, was zur Regelung des Feuers im Ofen und damit auch der Temperatur verwendet wurde.
Im 18. Jahrhundert war es schließlich der französische Erfinder und Hühnerzüchter Jean Simon Bonnemain (~1743–1828), der als erster eine industriell herstellbare Temperaturregelung – wiederum für einen Brutkasten, der bei der Hühnerzucht eingesetzt wurde – erfand. Er beruht auf dem Prinzip, dass unterschiedliche Metalle sich unter Temperatureinfluss unterschiedlich ausdehnen. Als Temperaturfühler im Wasser fungierte eine Eisenstange in einem Blei- oder Zinkrohr. Am unteren Ende ist das Bleirohr verschlossen und die Eisenstange fest an diesem Verschluss verschraubt. Am oberen Ende des Rohres ist eine Fassung aus Kupfer oder Messing aufgelötet, die über einen Hebelarm mit der Frischluftklappe verbunden ist. Da der Längenausdehnungskoeffizient von Blei größer ist als der von Eisen dehnt sich das Rohr bei steigender Temperatur stärker aus als der Eisenstab, die Frischluftklappe schließt sich und die Temperatur geht aufgrund der sinkenden Sauerstoffzufuhr zurück.
Die Reglerprinzipien blieben jedoch noch lange Zeit mechanisch, und Quecksilber wurde häufig verwendet, da dessen thermische Ausdehnung weitgehend direkt proportional mit der Temperatur verläuft. Mit der Erfindung von Kontaktthermometern wurden diese bis weit ins 20. Jahrhundert der gebräuchlichste schaltende Messfühler. Anfangs besaßen sie feste Kontakte und konnten über ein Relais eine elektrische Heizung nur an- oder ausschalten. Die Ilmenauer Firma Juchheim meldete im Jahr 1926 das erste Glaskontaktthermometer zum Patent an, mit dem variable Temperatureinstellungen über verstellbare Metallfäden möglich waren.
Ab den 1970er Jahren sorgten vollelektronische Thermostate, später mit Beginn des digitalen Zeitalters mikroprozessorgesteuerte Regler in Kombination mit hochempfindlichen Temperatursensoren für ein präzises Regelverhalten. Meist kommen dabei Widerstandsthermometer mit Platintemperatursensoren zum Einsatz.

## Funktionsweise
Der Regelkreis dient dazu, eine vorgegebene Temperatur (Regelgröße x) auf einen gewünschten Wert (Sollwert w) zu bringen und möglichst konstant zu halten. Um diese Aufgabe zu erfüllen (x=w), muss die Regelgröße mit einem Temperatursensor gemessen werden. Tritt zwischen Soll- und Istwert der Regelgröße eine Differenz auf (Regeldifferenz e), muss der Regler dem entgegenwirken. Die Größe, die zu diesem Zweck geändert werden muss, heißt Stellgröße (y). Die Änderung der Stellgröße muss zu einer Änderung der Regelgröße führen. Im Ergebnis wird die Abweichung verringert bzw. ganz beseitigt. Die hierzu erforderliche Stelleinrichtung besteht aus dem Stellantrieb und dem Stellglied, im Falle des Temperaturreglers steuert dieses entweder ein Heizelement, allfällig auch Kühlelement über die Energiezufuhr (Beispiel: Bügeleisen), oder besteht in einer Steuerung für eine externe Wärmezufuhr (Beispiel: Heizkörper).
Ein Eingriff des Temperaturreglers wird entweder durch Änderung der Sollgröße (Temperaturwahl) oder eine Störung ausgelöst. Eine Störung kann z. B. die Änderung der Umgebungstemperatur sein. Sie wird als Störgröße (z) bezeichnet. Jede Änderung der Störgröße bewirkt eine Änderung der Regelgröße. Würde sich die Störgröße nicht ändern und fände keine Änderung des Sollwertes statt, so würde der in den Sollzustand gelangte Temperaturregler in diesem Zustand verharren. Das Glied, welches den Vergleich zwischen Ist- und Sollwert durchführt und den Wert für die Stelleinrichtung (Steuergröße u) vorgibt, wird als Regler bezeichnet.
Die Regler sind in der Praxis oft mit den Sensoren und Steuereinheiten in einem Gerät oder Bauteil zusammengefasst.

## Beispiele

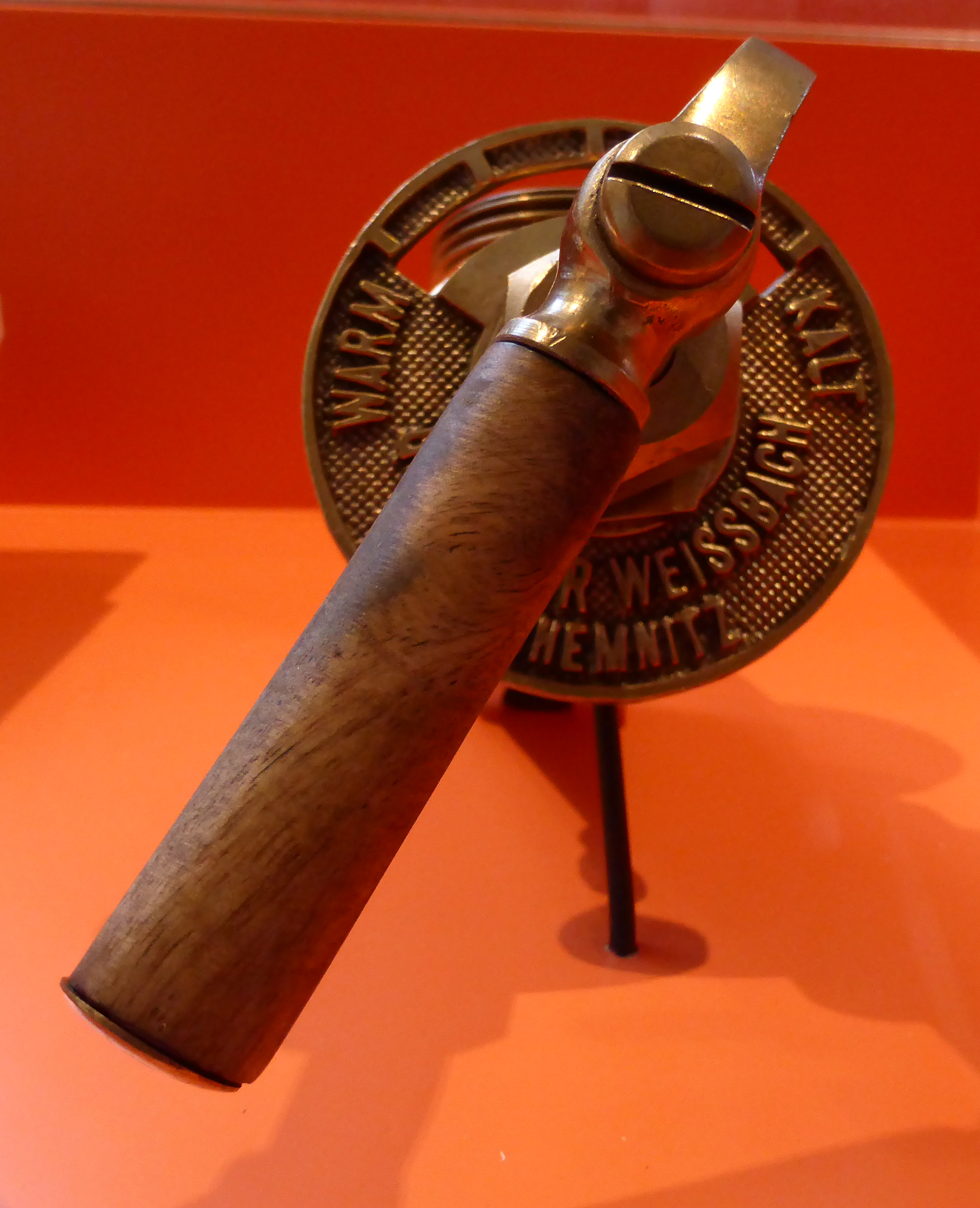
Temperaturregler für Gussheizkörper um 1910

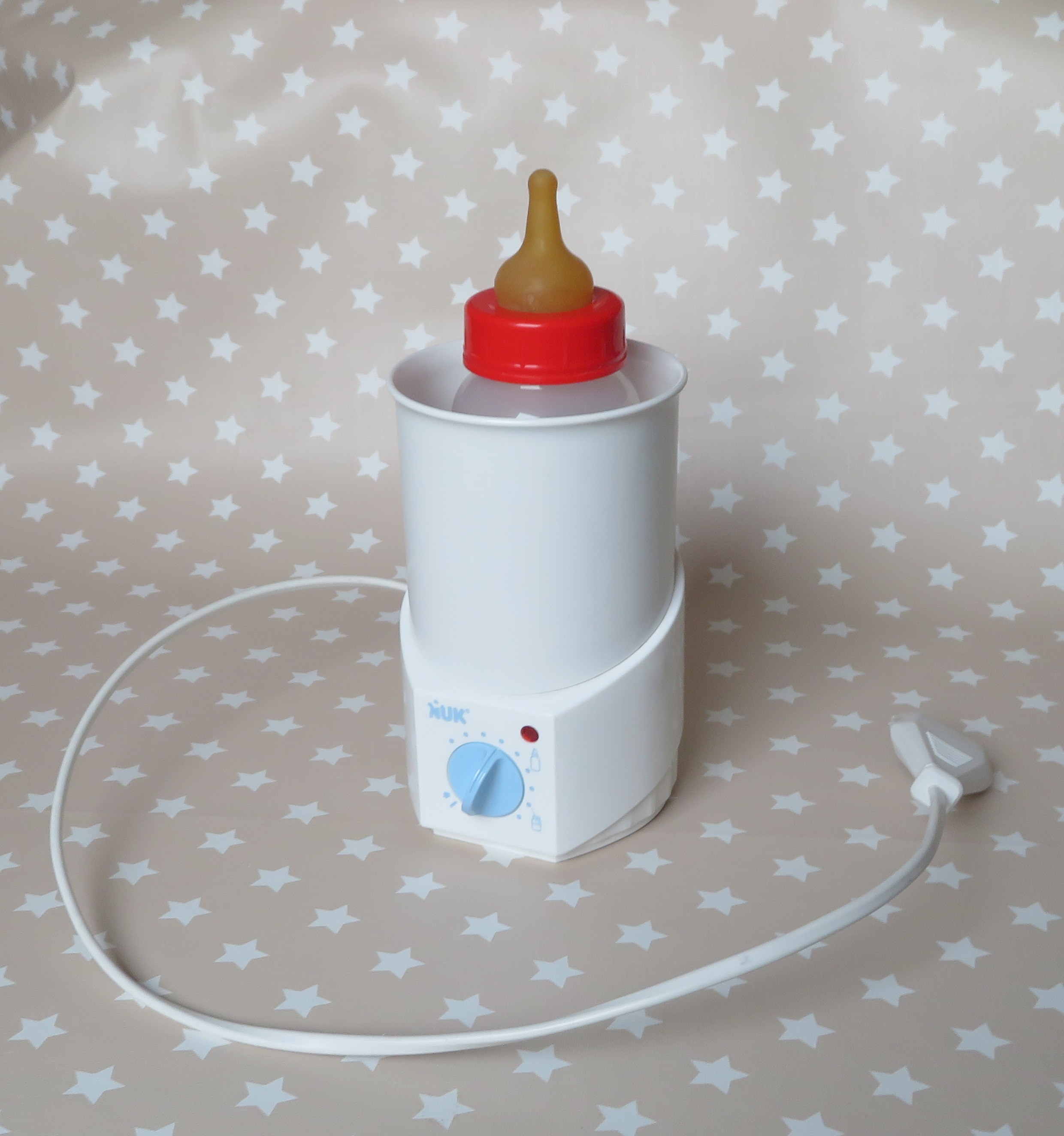
Flaschenwärmer mit Thermostat für Babyflaschen

### Thermostate
- Thermostatventile an Heizkörpern. Es gibt sie auch mit Fernfühlern sowie mit einer Funkbedienung, falls die Heizkörper nicht so leicht zugänglich sein sollten. Sie regeln die Raumtemperatur, indem sie die in den Heizkörper gelangende Wassermenge (und damit die durch den Heizkörper abgebbare Wärmemenge) steuern.
- Thermostatventile in Thermostatmischarmaturen. Sie regeln die Temperatur des an der Armatur austretenden Trinkwassers, indem sie das Mischverhältnis von zufließendem kaltem und warmem Wasser steuern.
- Mit Wasser oder anderen Medien arbeitende, mit einem Thermostaten und einer Pumpe ausgestattete Geräte, die zur Thermostatierung von Laboraufbauten dienen: Eintauchthermostat, Bad-Thermostat. Labor-Thermostate besitzen neben dem Temperaturregler auch eine Pumpe und ein Vorratsgefäß für eine Wärmetauscherflüssigkeit.
- Temperaturregler in Bügeleisen, Kühlschränken und Backöfen bestehen aus einem Temperaturschalter.
- Thermostat in Narkosemittelverdampfern (Vaporen), um bei Schwankungen der Umgebungstemperatur die vorher eingestellten Narkosegaskonzentrationen konstant zu halten.
- Thermostatgesteuertes Zuschalten des Kühlerkreislaufs im Flüssigkeits-Kühlkreislauf von Verbrennungsmotoren.

### Komplexere Regelsysteme für die Temperatur
- Elektronische Heizungsregler an Heizkörpern, die einen tageszeitabhängig geführten Temperatursollwert haben, lassen sich oft tageszeit- oder wochentagsabhängig programmieren und berücksichtigen eventuell auch die Außentemperatur zur Steuerung der Vorlauftemperatur (Regelkreis mit mehreren Stellgrößen).
- Selbstregelnde elektrische Heizelemente bestehen lediglich aus einem Werkstoff mit extrem temperaturabhängigem elektrischem Widerstand (PTC-Keramik) und vereinen in sich alle Bestandteile eines Regelkreises – die Sollgröße ist ein fester Materialparameter. Typisch für Kleingeräte mit weit gespreizter Betriebsspannung (typisch 110–240 oder 12–24 Volt), wie Heißklebepistole, Haarglätter, Haartrockner, Wasserkocher.
- Elektronisch geregelte Lötkolben mit Temperaturfühler nahe der Lötspitze, Stromregler im Handgriff oder einem extra Gehäuse.
- Elektrische Temperaturregler für industrielle Anwendungen sind oft in einem DIN-Einbaugehäuse untergebracht und lassen sich für verschiedenste Regelaufgaben und Charakteristiken konfigurieren. Sie können oft wahlweise für den Betrieb mit Platin-Messwiderständen (Pt100 oder Pt1000) oder verschiedenen Thermoelementen als Temperatursensor konfiguriert werden und enthalten ein Relais zur Steuerung einer Heizung oder eines Kühlers.